# Oreneta de ribera de collar
L'oreneta de ribera de collar o oreneta de ribera cellablanca (Neophedina cincta; syn: Riparia cincta) és una espècie d'ocell de la família dels hirundínids (Hirundinidae) i únic membre del gènere Neophedina. Habita praderies obertes, normalment a prop de l'aigua, a l'Àfrica Subsahariana, des de Ghana, Nigèria i Camerun, cap a l'est fins a Etiòpia i sud de Somàlia, i cap al sud (a excepció de les zones desèrtiques) fins al sud de Sud-àfrica. El seu estat de conservació es considera de risc mínim.

## Taxonomia
L'oreneta de ribera de collar es classificava anteriorment en el gènere Riparia. Un estudi genètic va trobar que pertanyia a un clade diferent d'altres membres del gènere, i va ser traslladat al gènere Neophedina que havia estat introduït el 1922 pel zoòleg sud-africà Austin Roberts.